# バスケットボール南アフリカ共和国代表
バスケットボール南アフリカ共和国代表（バスケットボールみなみアフリカきょうわこくだいひょう、South Africa men's national basketball team）は、バスケットボールサウスアフリカ（BSA）により国際大会に派遣されるバスケットボールのナショナルチームである。

## 歴史
1992年にBSAが国際バスケットボール連盟（FIBA）に加盟し、1993年から2011年までアフリカ選手権出場を続けた。

## 主な国際大会成績
- オリンピック
  - 出場なし
- ワールドカップの成績
  - 出場なし
- アフリカ選手権の成績
  - 1997年 ― 9位
  - 1999年 ― 12位
  - 2001年 ― 12位
  - 2003年 ― 9位
  - 2005年 ― 12位
  - 2007年 ― 15位
  - 2009年 ― 13位
  - 2011年 ― 14位
  - 2017年 ― 15位